# Ukraínskaya
Ukraínskaya (del ruso: Украинская) es una stanitsa del raión de Pávlovskaya del krai de Krasnodar, en Rusia. Está situada en las llanuras de Kubán-Priazov, a orillas del río Chelbas, 22 km al sur de Pávlovskaya y 117 km al nordeste de Krasnodar, la capital del krai. Tenía 645 habitantes en 2010.
Pertenece al municipio Staroleushkovskoye.

## Historia
Fue fundado en 1890 por cosacos de Novotítarovskaya como jútor Novotítarovski. En 1915 obtuvo el estatus de stanitsa con el nombre actual.

## Transporte
Al oeste de la localidad pasa la carretera federal M4 Don.